# Brskvenjak
Koordinati:   43°53′25″N, 15°14′49″E
Breskvenjak je majhen nenaseljen otoček v Jadranskem morju.
Pripada Hrvaški.
Breskvenjak leži okoli 1 km severozahodno od otoka Žut. Njegova površina meri 0,052 km². Dolžina obalnega pasu je 0,91 km. Najvišji vrh je visok 33 mnm.